# Federação Anarquista Gaúcha
A Federeção Anarquista Gaúcha (FAG) é uma organização anarquista socialista brasileira que atua no Rio Grande do Sul, sendo sediada em Porto Alegre, e uma das organizações fundadoras da Coordenação Anarquista Brasileira. A FAG foi a  primeira organização política no Brasil a defender o anarquismo especifista. 
Foi uma das forças motrizes das jornadas de luta contra os aumentos das passagens do transporte público, conhecidas como Jornadas de Junho de 2013, tendo também trabalho político no movimento sindical, estudantil, territorial urbano e agrário. 

## História

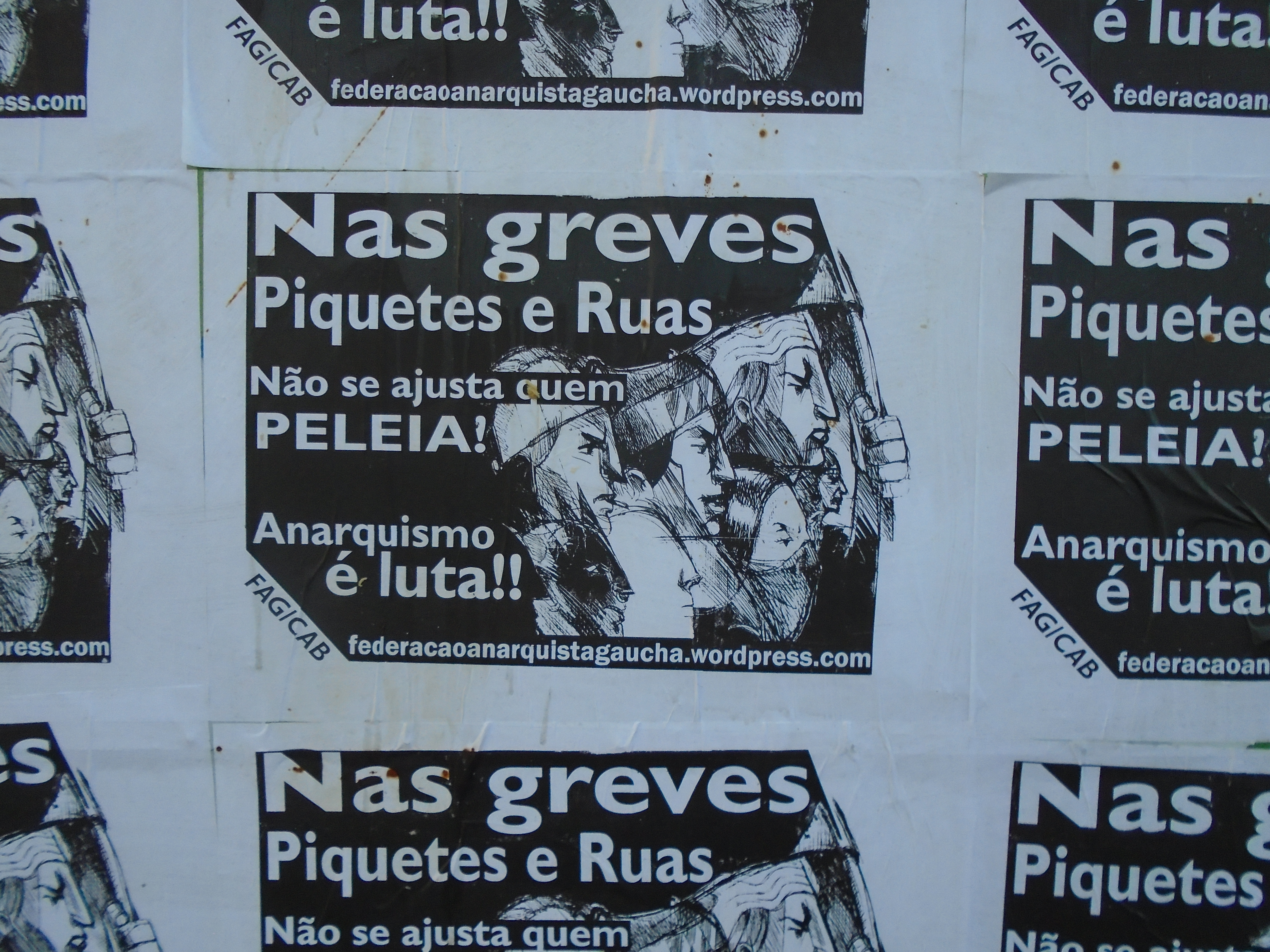
Poster da FAG (2017)

A FAG nasceu em 18 de novembro de 1995, a partir de grupos anarquistas de diversas cidades do Rio Grande do Sul em oposição ao capitalismo neoliberal e à esquerda reformista, representada então pelo Partido dos Trabalhadores. Foi fundada como uma organização de orientação anarquista e socialista defendendo a autogestão popular e o federalismo libertário.
A federação está hoje espalhada em diversas cidades do Rio Grande do Sul, e se considera uma Organização Especifica Anarquista, conceito do especifismo formado a partir da atuação política da Federação Anarquista Uruguaia e que possui influências históricas como A Aliança de Bakunin, o Partido Revolucionário de Malatesta, o Partido Liberal Mexicano dos irmãos Flores Magón e d'A Plataforma dos anarquistas russos que tiveram participação no processo revolucionário de seu país.
A FAG teve um papel importante na criação do Fórum do Anarquismo Organizado em 2002 e, juntamente com outras organizações anarquistas especifistas no Brasil, participou da fundação da Coordenação Anarquista Brasileira em 2012.

## Atuação
A atuação política da FAG se dá pelo trabalho com os movimentos sociais e populares, além da inserção nas organizações estudantis, sindicais e comunitárias de Porto Alegre e do interior do Estado. A FAG, ainda, edita cartas de opinião, o informativo Opinião Anarquista e o jornal Pensamento e Batalha e desenvolve atividades públicas no Ateneu Libertário A Batalha da Várzea.
Com mais de 25 anos de atuação política ininterrupta, a Federação aglutina militantes anarquistas que afirmam sua linha política e a corrente especifista do anarquismo, sendo uma das maiores referencias do movimento socialista e libertário no país. A FAG Já foi vítima em diversos momentos de perseguição policial.